# IC 405
La nebulosa IC 405 (también llamada nebulosa de la estrella llameante, SH 2-229, o Caldwell 31) es una nebulosa de emisión/reflexión en la constelación Auriga que rodea a la estrella azul AE Aurigae y brilla a una magnitud aparente +6.0. Su coordenada celestial es AR 05h 16.05m con una declinación +34° 27′ 49″. Se encuentra cerca de la nebulosa de emisión IC 410, los cúmulos abiertos M38 y M36 y de la estrella de clase K, Hassaleh también conocida como Iota Aurigae o Al Kab. Esta nebulosa tiene un tamaño aparente de 37.0' x 19.0' (aproximadamente 5 años luz) y se encuentra a unos 1500 años luz de la Tierra. Se cree que el movimiento de la estrella central puede rastrearse desde el cinturón de Orión, ya que la misma es una estrella fugitiva.
Los tonos rojos en esta nebulosa están formados por hidrógeno interestelar (con filamentos oscuros, compuestos de polvo rico en carbono) que al ser impactado por la luz masiva que emite AE Aurigae, pierde electrones y cuando el protón de hidrógeno recombina esos electrones el átomo emite una luz roja. Esta región se conoce como nebulosa de emisión.
En cuanto a los tonos azules estos se originan gracias a la reflexión de la luz de la estrella en dicho polvo interestelar, esta otra región se conoce como nebulosa de reflexión. Los tonos morados son simplemente una mezcla de esa luz roja y luz azul emitida por la estrella.